# 瑞秋·霍利維
瑞秋·拉索恩·霍利維（1993年10月24日—）為美國女子籃球運動員。
霍利維出生於密西西比州哥伦布，高中原先就讀新希望高中，後轉學至海瑞學院，大學畢業於罗格斯大学，2016年4月在WNBA選秀會第十三順位獲得亞特蘭大美夢青睞。
2018年11月，霍利維加入中国女子篮球联赛辽宁女篮。霍利維代表辽宁女篮出賽20場，場均表現為10.8分、9.4籃板。2019年2月，Nantes Reze Basket簽下霍利維。2019年3月，霍利維與洛杉磯火花簽約。2020年9月，霍利維與Beşiktaş簽約。2020年12月，霍利維與Maccabi Haifa簽約。2021年7月，霍利維加入Flint Lady Monarchs。2021年7月，Dunes Sports Club引進霍利維，之後加入PAOK Thessaloniki。2023年4月，霍利維與Abejas de León簽約。2023年8月，The Capital引進霍利維。第19季WSBL電信女籃引進霍利維。2024年8月，霍利維與Al Sharjah簽約。

## 外部連結
- 瑞秋·霍利維在fiba.basketball（英语）
- 瑞秋·霍利維在WNBA（英语）
- 瑞秋·霍利維在法國女子籃球聯賽（法语）
- 瑞秋·霍利維在Basketball-Reference.com（WNBA）（英语）
- 瑞秋·霍利維在Sports-Reference.com（NCAA）（英语）
- 瑞秋·霍利維在Eurobasket.com（球員）（英语）
- 瑞秋·霍利維在Proballers（英语）